# دودرگه
دودرگه (به لاتین: Do Dargeh) یک منطقهٔ مسکونی در افغانستان است که در ولسوالی خواهان واقع شده‌است.